# Dystrofizacja
Dystrofizacja – proces zmniejszania się ilości substancji odżywczych, dostępnych dla tkanki, organizmu lub całej biocenozy. Pojęcie wywodzi się etymologicznie od: 
- dys  od dis – z łac. roz-, na części; z gr. źle, ciężko – przeciwieństwo, odwrotność, pozbawienie; wyłączenie; nieobecność[1],
- trofika, troficzny, trofia z gr. trophē – odżywianie, żywność[2].

W medycynie„dystrofią” są nazywane różnorodne zaburzenia w odżywianiu tkanek, narządów lub całego organizm, objawiające się np. zanikiem tkanek, zwyrodnieniami lub przerostami (zob. np. Dystrofie mięśniowe).
W ekologiidystrofizacją nazywa się proces ubożenia siedlisk – zakłócenia istniejącej równowagi biocenotycznej wskutek niedostatecznej ilości pierwiastków biofilnych. Wywołane w ten sposób zmiany struktury biocenoz i liczebności populacji powodują zmniejszenie produktywności biologicznej (trofii) ekosystemu. Pojęcie jest stosowane głównie w odniesieniu do zbiorników wodnych (zob. jezioro dystroficzne, jezioro humotroficzne) oraz wodno-lądowych, np. torfowisk, bagien, mokradeł.